# Ric e Gian folies
Ric e Gian folies è stato un programma televisivo italiano, trasmesso da Italia 1 nel 1983.

## Il programma
Il programma, in onda ogni lunedì alle 20,30, era condotto dal duo comico Ric e Gian, con la partecipazione di Edwige Fenech nell'inedita veste di show girl, che animava gli spazi musicali ed i balletti.
I testi erano di Antonio Amurri e Dino Verde, la regia di Guido Stagnaro e le musiche a cura di Augusto Martelli.
Il trio di attori era protagonista di gag e parodie comiche, affiancato di volta in volta da famosi caratteristi ed ospiti in studio. Le scene erano a cura di Zitkowsky.
Il programma è andato in onda per una sola edizione.